# تريستين سكايلر
تريستين سكايلر (بالإنجليزية: Tristine Skyler)‏ (من مواليد 27 يوليو 1971 في نيويورك، الولايات المتحدة) هي كاتبة ومنتجة وممثلة أمريكية.

## روابط خارجية
- تريستين سكايلر على موقع IMDb (الإنجليزية)
- تريستين سكايلر على موقع قاعدة بيانات الفيلم (الإنجليزية)